# Houchin
Houchin és un municipi francès situat al departament del Pas de Calais i a la regió dels Alts de França. L'any 2007 tenia 713 habitants.

## Demografia

### Població
El 2007 la població de fet de Houchin era de 713 persones. Hi havia 256 famílies de les quals 49 eren unipersonals (4 homes vivint sols i 45 dones vivint soles), 73 parelles sense fills, 114 parelles amb fills i 20 famílies monoparentals amb fills.
La població ha evolucionat segons el següent gràfic:
Habitants censats

### Habitatges
El 2007 hi havia 273 habitatges, 264 eren l'habitatge principal de la família, 2 eren segones residències i 7 estaven desocupats. 266 eren cases i 5 eren apartaments. Dels 264 habitatges principals, 220 estaven ocupats pels seus propietaris, 37 estaven llogats i ocupats pels llogaters i 7 estaven cedits a títol gratuït; 1 tenia una cambra, 9 en tenien dues, 30 en tenien tres, 59 en tenien quatre i 164 en tenien cinc o més. 212 habitatges disposaven pel capbaix d'una plaça de pàrquing. A 126 habitatges hi havia un automòbil i a 116 n'hi havia dos o més.

### Piràmide de població
La piràmide de població per edats i sexe el 2009 era:
| Homes | Edats   | Dones |
| ----- | ------- | ----- |
| 0     | 95 o +  | 0     |
| 0     | 90 a 94 | 0     |
| 0     | 85 a 89 | 8     |
| 4     | 80 a 84 | 4     |
| 4     | 75 a 79 | 16    |
| 4     | 70 a 74 | 16    |
| 8     | 65 a 69 | 8     |
| 32    | 60 a 64 | 24    |
| 12    | 55 a 59 | 16    |
| 20    | 50 a 54 | 16    |
| 52    | 45 a 49 | 44    |
| 24    | 40 a 44 | 28    |
| 8     | 35 a 39 | 24    |
| 24    | 30 a 34 | 8     |
| 20    | 25 a 29 | 32    |
| 33    | 20 a 24 | 24    |
| 16    | 15 a 19 | 24    |
| 40    | 10 a 14 | 16    |
| 8     | 5 a 9   | 32    |
| 12    | 0 a 4   | 28    |

## Economia
El 2007 la població en edat de treballar era de 485 persones, 339 eren actives i 146 eren inactives. De les 339 persones actives 312 estaven ocupades (163 homes i 149 dones) i 26 estaven aturades (14 homes i 12 dones). De les 146 persones inactives 30 estaven jubilades, 65 estaven estudiant i 51 estaven classificades com a «altres inactius».

### Ingressos
El 2009 a Houchin hi havia 263 unitats fiscals que integraven 709 persones, la mediana anual d'ingressos fiscals per persona era de 18.928 €.

### Activitats econòmiques
Dels 13 establiments que hi havia el 2007, 3 eren d'empreses de construcció, 5 d'empreses de comerç i reparació d'automòbils, 1 d'una empresa de serveis, 3 d'entitats de l'administració pública i 1 d'una empresa classificada com a «altres activitats de serveis».
Dels 2 establiments de servei als particulars que hi havia el 2009, 1 era una lampisteria i 1 electricista.
Dels 2 establiments comercials que hi havia el 2009, 1 era un supermercat i 1 una fleca.
L'any 2000 a Houchin hi havia 7 explotacions agrícoles.

## Equipaments sanitaris i escolars
El 2009 hi havia una escola elemental.

## Poblacions més properes
El següent diagrama mostra les poblacions més properes.